# ZOZO
株式会社ZOZO（ゾゾ、英: ZOZO, Inc.）は、千葉県千葉市稲毛区に本社を置く、ファッション通販サイトを運営するインターネット企業。LINEヤフー（ソフトバンクグループ）の連結子会社である。
日本最大級のファッション通販サイト「ZOZOTOWN」、ファッションコーディネートアプリ「WEAR」、古着下取サービス「ZOZOUSED」などのサービスを運営している。2023年時点でアクティブ会員数が1000万人を超えている。
日経平均株価およびJPX日経インデックス400の構成銘柄の一つ。

## 概要
1995年、創業者の前澤友作がバンド活動のかたわらで始めた、輸入レコード・CDのカタログ販売をきっかけに事業が始まる。物流は、外部委託せず全てを自社で行うことで作業の効率化を図っている。
1998年5月、東京都江戸川区に有限会社スタート・トゥデイを設立。2000年にインターネット通販に切り替え、ZOZOTOWNをECサイトとは呼ばず、ファッションブランドが集まった仮想的な街として打ち出し、アパレル販売を中心に会社は急成長を遂げていく。
2019年3月期の商品取扱高は3,231億円、年間購入者数は813万人となった。2019年9月13日には、ヤフー株式会社（現・LINEヤフー株式会社）がZOZOの買収（連結子会社化）を決めたと発表。前澤は自身の所有する株をヤフーに、代表権を澤田宏太郎に譲り、会社を去った。2019年12月17日より、PayPayモール（後にYahoo!ショッピングに統合）に「ZOZOTOWN PayPayモール店（現在のYahoo!店）」を出店した。
2023年時点ではアクティブ会員数が1000万人を超え、商品取扱高、営業利益ともに修正計画を上回り過去最高実績を更新した。
特徴的な人事制度
「幕張手当」…幕張の地域活性化を目的とした手当で、指定エリア内に住むことで支給される住宅手当。
通勤時間の減少によって、社員同士の交流を深める機会が増えるとの理由から作られた制度である。
ブランド名「ZOZOTOWN」の由来
「創造（ローマ字表記: souzou）」と「想像（souzou）」のふたつの「zo」。
旧社名「スタートトゥデイ」の由来
バンドGORILLA BISCUITSの曲「Start Today」（同名のアルバムに収録）。

## 沿革
- 1995年 - 前澤友作が創業、洋楽のCDやレコードの通信販売を行う[9]。
- 1998年5月21日 - 東京都江戸川区に有限会社スタート・トゥデイを設立[20]。
- 2000年
  - 1月 - CDやレコードの輸入販売サイト「STMonline」を開設[20]。
  - 4月 - 株式会社に改組、株式会社スタートトゥデイに商号を変更[20]。
  - 10月 - アパレルのオンラインショッピングサイト「EPROZE」を開設[20]。
- 2001年1月 - 本社を千葉県千葉市美浜区のワールドビジネスガーデンに移転[20]。
- 2004年12月 - 「ZOZOTOWN」を開設[20]。
- 2006年8月
  - 千葉県習志野市に物流拠点「ZOZOBASE」を開設[20]。
  - CD販売部門を株式会社STMに分社、スタートトゥデイから独立。
- 2007年12月 - 東京証券取引所マザーズに上場[20]。
- 2008年5月 - 完全子会社として株式会社スタートトゥデイコンサルティングを設立[21]。
- 2010年
  - 4月 - 株式会社クラウンジュエルと資本提携[22]。
  - 11月24日 - Yahoo! JAPANを運営するヤフー株式会社（現・LINEヤフー株式会社）と業務提携[23][24]。
- 2011年
  - 5月18日 - ZOZOTOWNのグローバルサイト「ZOZOTOWN.com」を開設[25]。
  - 6月10日 - 株式会社クラウンジュエルの株式を追加取得し完全子会社化[26]。
  - 6月20日 - 中国・香港にソフトバンク株式会社（現・ソフトバンクグループ株式会社）との合弁会社としてZOZOTOWN HONGKONG CO., LIMITEDを設立[27]。
  - 6月23日 - 韓国最大のショッピングサイトGmarketを運営するeBay Gmarket CO.,LTD及び、eBay Auctionを運営するeBay Auction CO.,LTDと業務提携[28]。
  - 8月 - ZOZOTOWN HONGKONG CO., LIMITEDが中国・上海に完全子会社として走走城（上海）電子商務有限公司（英: ZOZOTOWN (SHANGHAI) E-COMMERCE CO., LTD.）を設立[29]。
  - 10月31日 - 中国で「ZOZOTOWN CHINA」と、淘宝商城（タオバオモール）内にてZOZOTOWN 旗艦店を開設[30]。
  - 11月1日 - 韓国のGmarket及び、eBay AuctionにてZOZOTOWNを出店[30]。
- 2012年
  - 2月29日 - 東京証券取引所市場第1部に市場変更[31]。
  - 11月12日 - ブランド古着のファッションモール「ZOZOUSED」をオープン[32]。
- 2013年
  - 2月28日 - オリジナルセレクトショップ「ZOZOCONNECT」をオープン[33]。
  - 6月30日 - eBay Korea CO.,LTDとの業務提携を解消[34]。
  - 8月1日 - 株式会社スタートトゥデイコンサルティングを吸収合併[35]。
  - 8月15日 - 株式会社ブラケット（代表取締役兼CEO：光本勇介）を株式交換により完全子会社化[36][37]。
  - 9月25日 - ガールズショッピングサイト「LA BOO」を開設[38]。
  - 10月31日 - ファッションコーディネートアプリ・PCサイト「WEAR」の提供開始[39]。
- 2014年
  - 3月24日 - ZOZOTOWNの即日配送サービスを開始[40]。
  - 10月1日 - 株式会社ヤッパ（現・株式会社ZOZOテクノロジーズ）を株式交換により完全子会社化[41][42]。
- 2015年
  - 5月28日 - 株式会社アラタナを株式交換により完全子会社化[43][44]。
  - 7月 - 走走城（上海）電子商務有限公司を清算[20]。
  - 11月9日 - HONDA ESTILO株式会社（本田圭佑の所属事務所）が運営する幕張のスポーツ施設の命名権を取得し、「ZOZOPARK HONDA FOOTBALL AREA」とする[45]。
  - 12月1日 - グループ会社である株式会社ヤッパが株式会社スタートトゥデイ工務店に商号を変更[46]。
- 2016年
  - 9月 - 株式会社ブラケットをマネジメント・バイアウト（MBO）により売却[20]。
  - 11月1日 - ZOZOTOWNでツケ払いサービスを開始[47]。
  - 12月1日 - 千葉マリンスタジアムの施設命名権を取得し、名称を「ZOZOマリンスタジアム」とする[48]。なお、スタートトゥデイは2011年にも同球場の命名権を取得しようとしていたがこの時はQVCジャパンに敗れている。
- 2017年
  - 3月30日 - 海外のファッション関連企業への投資を目的としてSTV FUND, LPを特定子会社（投資ファンド）として設立[49]。
  - 5月
    - START TODAY Germany GmbH（後のZOZO Germany GmbH）を設立[20]。
    - START TODAY USA, Inc.（現・ZOZO Apparel USA, Inc.）を設立[20]。

  - 8月 - ZOZOTOWN HONGKONG CO., LIMITEDを清算[20]。
  - 10月19日 - 株式会社VASILYの完全子会社化を発表[50]。
  - 12月13日 - 株式会社カラクルの完全子会社化を発表[51]。
- 2018年
  - 1月31日
    - プライベートブランド「ZOZO」の販売を開始[52][53]。
    - 採寸用ボディースーツ「ZOZOSUIT」の無料配布を開始[54][55]。

  - 4月1日
    - 「WEAR」に関する事業などを株式会社スタートトゥデイ工務店に吸収分割[56]。
    - グループ会社である株式会社スタートトゥデイ工務店が、株式会社VASILY及び株式会社カラクルを吸収合併し株式会社スタートトゥデイテクノロジーズに商号を変更[57]。

  - 4月27日 - ZOZOSUITの仕様を、ボディスーツ表面のドットマーカーをスマートフォンで計測する方式に変更[58][59]。
  - 8月 - Bespokify Pre., Ltd.を完全子会社化[20]。
  - 10月1日 - 株式会社スタートトゥデイは株式会社ZOZOに、グループ会社である株式会社スタートトゥデイテクノロジーズは株式会社ZOZOテクノロジーズに、株式会社クラウンジュエルは株式会社ZOZOUSEDに商号を変更[60]。
  - 11月20日 - ゴルフツアー運営団体のPGA TOURとスポンサー契約を締結し、日本初のPGAトーナメント「ZOZO CHAMPIONSHIP」を2019年秋から開催することを発表[61]。
- 2019年
  - 2月13日 - 千葉市・千葉大学と包括的連携協定を締結、稲毛区緑町に新拠点建設を発表[62]。
  - 2月19日 - 中国・上海に子会社として上海走走信息科技公司（英: Shanghai ZOZO Co., Ltd.）を設立[63]。
  - 3月 - ZOZO NEW ZEALAND LIMITEDを設立[20]。
  - 6月24日 - スマートフォンで足の3Dサイズを計測できる「ZOZOMAT」を発表[64]。
  - 9月12日
    - ヤフー（後のZホールディングス、現・LINEヤフー）が実施予定の当社に対する株式公開買付けへ当社取締役会の賛同及び実施後の同社との業務資本提携締結を発表[65]。
    - 社長の前澤が退任し、澤田宏太郎が社長に就任[66]。

  - 9月30日 - ヤフー（後のZホールディングス、現・LINEヤフー）が当社に対する株式公開買付けを開始[67]。
  - 11月1日
    - グループ会社である株式会社ZOZOUSEDのシステム開発部門を、株式会社ZOZOテクノロジーズに吸収分割[68]。
    - 株式会社ZOZOUSEDを吸収合併[68]。

  - 11月13日 - 前記株式公開買付けが終了、成立。Zホールディングス株式会社（現・LINEヤフー株式会社）の連結子会社となる[69]。
  - 12月10日 - 中国版ZOZOTOWN「ZOZO」の提供を開始[70]。
- 2020年
  - 4月1日 - 株式会社アラタナを吸収合併。宮崎オフィスとして再出発。
  - 7月 - 株式会社yutoriを子会社化。
- 2021年
  - 2月15日 - 本社を千葉市稲毛区に移転[71]。
  - 3月16日 - Zホールディングス株式会社（現・LINEヤフー株式会社）から株式を移管されたZホールディングス中間合同会社（現・Zホールディングス中間株式会社）が直接の親会社となる。
- 2022年
  - 4月1日 - サッカーJ3所属のテゲバジャーロ宮崎とパートナーシップ契約を締結。
  - 12月16日 - 東京・表参道に初の実店舗を開業(niaulab by ZOZO )[72][73]。

## 拠点
- 本社 - 千葉県千葉市稲毛区緑町1-15-16

物流拠点
- ZOZOBASE習志野1 - 千葉県習志野市茜浜3丁目7-10 プロロジスパーク習志野4
- ZOZOBASE習志野2 - 千葉県習志野市茜浜3-7-2 Landport習志野
- ZOZOBASEつくば1 - 茨城県つくば市東光台5丁目6-2 プロロジスパークつくば1
- ZOZOBASEつくば2 - 茨城県つくば市さくらの森25-3 プロロジスパークつくば2

## グループ企業
- ZOZOテクノロジーズ
- yutori
- STV FUND, LP
- ZOZO Apparel USA, Inc.
- Bespokify Pre., Ltd.
- 上海走走信息科技公司（英: Shanghai ZOZO Co., Ltd.）
- ZOZO NEW ZEALAND LIMITED

### かつてのグループ企業
- スタートトゥデイコンサルティング
- ZOZOUSED
- ZOZOTOWN HONGKONG CO., LIMITED
- 走走城（上海）電子商務有限公司
- ブラケット
- VASILY
- カラクル
- アラタナ
- ZOZO Germany GmbH

## 主なサービス
- ZOZOTOWN - ファッション通販サイト
- WEAR - ファッションコーディネートアプリ
- ZOZOUSED - ブランド古着のファッションモール

## 終了したサービス
- ZOZORESORT - サービスのポータルサイト。
- ZOZORESIDENCE - ソーシャル・ネットワーキング・サービス
- ZOZOPRESS - ファッションニュース配信サイト（2012年5月22日をもって更新終了）
- LA BOO - 10代～20代女性に向けたガールズショッピングサイト。（2014年7月31日をもって終了）
- ZOZOOUTLET - ZOZOTOWNで扱うセレクトショップやブランドのサンプル品などを販売（2014年11月25日をもって終了）
- ZOZOVILLA - ハイエンドなファッションブランドのオンラインショッピングサイト。（2014年11月26日をもってZOZOTOWNに統合）
- ZOZOPEOPLE - ブログサービス。（2014年11月20日をもって記事の投稿・編集機能が終了。2015年3月31日をもってサービス終了）
- ZOZONAVI - アパレルショップを都道府県別で紹介し、各ショップの画像や地図、取扱ブランドの情報を検索することができるナビゲーションサイト。（WEARへの移行により2015年3月31日をもってサービス終了[74]）
- ZOZOGALLERY - ファッションブランドのパソコン用デスクトップ壁紙や携帯用待ち受け画像のダウンロードサービス。（2015年3月31日をもってサービス終了）
- ZOZOQ&A - 質問回答掲示板サイト。（2015年3月31日をもってサービス終了）
- ZOZOMAGAZINE STORE - ファッション雑誌の販売サービス。同時にファッション情報や特集記事を掲載。（2016年3月31日をもってサービス終了）
- ZOZOフリマ - スマートフォン向けファッションフリーマーケットアプリ。（2017年6月30日をもって終了）
- ZOZOARIGATO - 有料会員制の割引サービス。商品ページに割引価格が常時表示されることを嫌い、一部のストアが撤退する事態「ZOZO離れ」が起きた。（2019年5月30日をもってサービス終了）

## 論争のあるサービス
ZOZOTOWNでのツケ払い
2016年11月よりZOZOTOWNで、GMOペイメントサービス株式会社のツケ払い（後払い決済）サービス「GMO後払い」の提供が開始された。支払いを最大で2か月遅らせることができ、代金を支払う前に商品が届く仕組みである。上限は税込み5万4000円までで、手数料は1回につき324円。ZOZOTOWNは「商品を受け取り中身を確認してからお支払いができる」ことを利点として挙げている。
吉岡里帆が「好きなんだもん。好きだもん。2カ月なんて待てないよ」と語りかける映画のような広告が出され、支払いページにはツケ払いを勧める目立つアイコンが設置され、クレジットカードをまだ持たない若年層を中心に人気となった。ツケ払いの効果もあり、スタートトゥデイの2017年3月期の連結決算は、売上高は前期比40.4％増の763億円、営業利益は48.0％増の262億円と、業績は絶好調となった。
ZOZOTOWNのツケ払いは2か月なので、割賦販売法の適用を受けず、利用者の支払い能力の有無を判定せずに商品を販売することができる。しかし決済代行業者からZOZOTOWNが立替え払いを受ける仕組みであるため、クレジットカードと同じく信用販売であり、信用の低い未成年者にローンを組ませているのと同じであると指摘されている。現金を直接貸し付けるわけでもないので、貸金業法の適用もない。法の隙間をうまく狙ったサービスという声もあり、ZOZOTOWNも決済代行業者も法律上の責任を負うことなく、消費者の支払い能力を確かめる必要なしに、商品を信用販売することが可能となっている。
SNSには、ツケ払いを利用したが2か月後に支払いができない若者のコメントがあふれた。「未成年の方は保護者の同意を得たうえでご利用ください」とあるが、ほとんどの利用者は規約を読んでおらず、その条項を知らなかった。
支払い能力が低い層、未成年をターゲットにしたビジネスであると批判が起こった。支払いができず保護者に泣きつく例もあるが、それもできない場合、支払いのために違法行為や風俗に向かう懸念があると「日経doors」は指摘する。「TechCrunch.com」によればツケ払いサービスに対策を求める声がネット上で多く上がっているとのことである。2017年4月時点で、スタートトゥデイはツケ払いの未払い率を把握していない。